# Tadasuke Makino
Tadasuke Makino (en Japonés: 牧野 任祐 Makino Tadasuke; Osaka, Japón; 28 de junio de 1997) es un piloto de automovilismo japonés. Ha competido principalmente en monoplazas, en campeonatos como la Fórmula 3 Europea y el Campeonato de Fórmula 2 de la FIA. Desde 2019 corre en la Super Fórmula y Super GT de Japón.
En 2015, su primer año tras el karting, fue subcampeón de la F4 Japonesa. En 2017 y 2018 compitió en Europa, antes de volver a Japón para competir en Super Fórmula y Super GT. Se proclamó campeón de este último en 2020, conduciendo un Honda NSX-GT GT500 junto a Naoki Yamamoto.

## Resumen de carrera
| Temporada | Categoría                                 | Equipo                       | Carreras     | Victorias    | Poles        | VR           | Podios       | Puntos       | Pos.         |
| --------- | ----------------------------------------- | ---------------------------- | ------------ | ------------ | ------------ | ------------ | ------------ | ------------ | ------------ |
| 2015      | Campeonato Japonés de F4                  | Rn-sports                    | 14           | 6            | 4            | 3            | 11           | 192          | 2.º          |
| 2016      | Fórmula 3 Japonesa                        | Toda Racing                  | 17           | 0            | 1            | 0            | 4            | 41           | 5.º          |
| 2016      | Gran Premio de Macao                      | Toda Racing                  | 1            | 0            | 0            | 0            | 0            | N/A          | 14.º         |
| 2016      | Super GT                                  | Drago Modulo Honda Racing    | 3            | 0            | 0            | 0            | 1            | 15           | 16.º         |
| 2017      | Campeonato Europeo de Fórmula 3 de la FIA | Hitech GP                    | 27           | 0            | 0            | 0            | 1            | 57           | 15.º         |
| 2017      | Gran Premio de Macao                      | Motopark                     | 1            | 0            | 0            | 0            | 0            | N/A          | 9.º          |
| 2018      | Campeonato de Fórmula 2 de la FIA         | RUSSIAN TIME                 | 24           | 1            | 0            | 0            | 1            | 48           | 13.º         |
| 2019      | Campeonato de Super Fórmula Japonesa      | TCS Nakajima Racing          | 8            | 0            | 0            | 0            | 1            | 23.5         | 12.º         |
| 2019      | Super GT Japonés - GT500                  | Modulo Nakajima Racing       | 7            | 0            | 1            | 0            | 0            | 6            | 16.º         |
| 2019      | Intercontinental GT Challenge             | Team UpGarage                | 1            | 0            | 0            | 0            | 0            | 0            | NC           |
| 2020      | Campeonato de Super Fórmula Japonesa      | TCS Nakajima Racing          | 6            | 0            | 0            | 0            | 1            | 20           | 12.º         |
| 2020      | Super GT Japonés - GT500                  | Team Kunimitsu               | 8            | 1            | 0            | 0            | 3            | 69           | 1.º          |
| 2021      | Campeonato de Super Fórmula Japonesa      | Docomo Team Dandelion Racing | 5            | 0            | 0            | 0            | 1            | 24           | 9.º          |
| 2021      | Super GT Japonés - GT500                  | Team Kunimitsu               | 7            | 1            | 1            | 0            | 2            | 57           | 4.º          |
| 2022      | Campeonato de Super Fórmula Japonesa      | Docomo Team Dandelion Racing | 10           | 0            | 0            | 0            | 2            | 61           | 5.º          |
| 2023      | Campeonato de Super Fórmula Japonesa      | Docomo Team Dandelion Racing | 9            | 0            | 1            | 0            | 2            | 43           | 6.º          |
| 2024      | Campeonato de Super Fórmula Japonesa      | Docomo Team Dandelion Racing | 9            | 2            | 0            | 0            | 4            | 86           | 3.º          |
| 2025      | Campeonato de Super Fórmula Japonesa      | Docomo Team Dandelion Racing | Disputándose | Disputándose | Disputándose | Disputándose | Disputándose | Disputándose | Disputándose |
| Fuente:   |                                           |                              |              |              |              |              |              |              |              |

## Resultados

### Super GT Japonés
(Clave) (negrita indica pole position) (cursiva indica vuelta rápida)

| Año  | Equipo                    | Automóvil    | Clase | 1      | 2      | 3      | 4      | 5      | 6       | 7      | 8      | Pos. | Puntos |
| ---- | ------------------------- | ------------ | ----- | ------ | ------ | ------ | ------ | ------ | ------- | ------ | ------ | ---- | ------ |
| 2016 | Drago Modulo Honda Racing | Honda NSX-GT | GT500 | OKA    | FUJ    | SUG    | FUJ    | SUZ    | CHA 2   | MOT 12 | MOT 15 | 16.º | 15     |
| 2019 | Modulo Nakajima Racing    | Honda NSX-GT | GT500 | OKA 10 | FUJ 10 | SUZ 11 | CHA 10 | FUJ 10 | AUT 7   | SUG 2  | MOT 12 | 12.º | 23.5   |
| 2020 | Team Kunimitsu            | Honda NSX-GT | GT500 | FUJ 6  | FUJ 5  | SUZ 2  | MOT 5  | FUJ 5  | SUZ Ret | MOT 3  | FUJ 1  | 1.º  | 69     |
| 2021 | Team Kunimitsu            | Honda NSX-GT | GT500 | OKA    | FUJ 4  | MOT 1  | SUZ    | SUG    | AUT     | MOT    | FUJ    | 3.º* | 29*    |

- * Temporada en progreso.

### Campeonato Europeo de Fórmula 3 de la FIA
(Clave) (negrita indica pole position) (cursiva indica vuelta rápida)

| Año  | Equipo    | 1        | 2        | 3        | 4        | 5        | 6        | 7        | 8        | 9       | 10       | 11       | 12       | 13      | 14       | 15        | 16    | 17    | 18    | 19        | 20       | 21       | 22      | 23      | 24       | 25      | 26       | 27    | 28      | 29      | 30       | Pos. | Puntos |
| ---- | --------- | -------- | -------- | -------- | -------- | -------- | -------- | -------- | -------- | ------- | -------- | -------- | -------- | ------- | -------- | --------- | ----- | ----- | ----- | --------- | -------- | -------- | ------- | ------- | -------- | ------- | -------- | ----- | ------- | ------- | -------- | ---- | ------ |
| 2017 | Hitech GP | SIL 1 11 | SIL 2 19 | SIL 3 15 | MNZ 1 12 | MNZ 2 14 | MNZ 3 13 | PAU 1 13 | PAU 2 12 | PAU 3 7 | HUN 1 13 | HUN 2 17 | HUN 3 17 | NOR 1 8 | NOR 2 14 | NOR 3 Ret | SPA 1 | SPA 2 | SPA 3 | ZAN 1 Ret | ZAN 2 15 | ZAN 3 16 | NÜR 1 7 | NÜR 2 4 | NÜR 3 19 | RBR 1 5 | RBR 2 17 | RBR 3 | HOC 1 9 | HOC 2 9 | HOC 3 11 | 15.º | 57     |

### Campeonato de Fórmula 2 de la FIA
(Clave) (negrita indica pole position) (cursiva indica vuelta rápida puntuable)

| Año  | Escudería    | 1   | 1   | 2   | 2   | 3   | 3   | 4   | 4   | 5   | 5   | 6   | 6   | 7   | 7   | 8   | 8   | 9   | 9   | 10  | 10  | 11  | 11  | 12  | 12  | Pos. | Puntos | Ref.  |
| ---- | ------------ | --- | --- | --- | --- | --- | --- | --- | --- | --- | --- | --- | --- | --- | --- | --- | --- | --- | --- | --- | --- | --- | --- | --- | --- | ---- | ------ | ----- |
| 2018 | RUSSIAN TIME | SAK | SAK | BAK | BAK | BAR | BAR | MON | MON | LEC | LEC | SPI | SPI | SIL | SIL | BUD | BUD | SPA | SPA | MNZ | MNZ | SOC | SOC | YMC | YMC | 13.º | 48     | [ 2 ] |
| 2018 | RUSSIAN TIME | 19  | 17  | 9   | 9   | 9   | Ret | 14  | Ret | 8   | Ret | 7   | 6   | 12  | 11  | 9   | 12  | 12  | 11  | 1   | 14  | 10  | 11  | 9   | Ret | 13.º | 48     | [ 2 ] |

### Campeonato de Super Fórmula Japonesa
(Clave) (negrita indica pole position) (cursiva indica vuelta rápida)

| Año   | Equipo                       | 1    | 2    | 3    | 4    | 5    | 6    | 7    | 8    | 9    | 10   | 11   | 12   | Pos. | Puntos | Ref.  |
| ----- | ---------------------------- | ---- | ---- | ---- | ---- | ---- | ---- | ---- | ---- | ---- | ---- | ---- | ---- | ---- | ------ | ----- |
| 2019  | TCS Nakajima Racing          | SUZ  | AUT  | SUG  | FUJ  | MOT  | OKA  | SUZ  |      |      |      |      |      | 16.º | 6      | [ 3 ] |
| 2019  | TCS Nakajima Racing          | Ret  | 4    | 14   | 11   | Ret  | 17   | 13   |      |      |      |      |      | 16.º | 6      | [ 3 ] |
| 2020  | TCS Nakajima Racing          | MOT  | OKA  | SUG  | AUT  | SUZ1 | SUZ2 | FUJ  |      |      |      |      |      | 12.º | 20     | [ 4 ] |
| 2020  | TCS Nakajima Racing          | 9    | Ret  | 7    | 3    | Ret  | 8    |      |      |      |      |      |      | 12.º | 20     | [ 4 ] |
| 2021  | Docomo Team Dandelion Racing | FUJ  | SUZ1 | AUT  | SUG  | MOT1 | MOT2 | SUZ2 |      |      |      |      |      | 9.º  | 24     | [ 5 ] |
| 2021  | Docomo Team Dandelion Racing |      |      | 14   | 5    | 7    | 3    | 10   |      |      |      |      |      | 9.º  | 24     | [ 5 ] |
| 2022  | Docomo Team Dandelion Racing | FUJ1 | FUJ1 | SUZ1 | AUT  | SUG  | FUJ2 | MOT  | MOT  | SUZ2 | SUZ2 |      |      | 5.º  | 61     | [ 6 ] |
| 2022  | Docomo Team Dandelion Racing | 6    | Ret  | 3    | 6    | 4    | 5    | 4    | 3    | 7    | 9    |      |      | 5.º  | 61     | [ 6 ] |
| 2023  | Docomo Team Dandelion Racing | FUJ1 | FUJ1 | SUZ1 | AUT  | SUG  | FUJ2 | MOT  | SUZ2 | SUZ2 |      |      |      | 6.º  | 43     | [ 7 ] |
| 2023  | Docomo Team Dandelion Racing | 14   | 8    | 15   | 6    | 3    | 2    | Ret  | 4    | 10   |      |      |      | 6.º  | 43     | [ 7 ] |
| 2024  | Docomo Team Dandelion Racing | SUZ1 | AUT  | SUG  | FUJ1 | MOT  | FUJ2 | FUJ2 | SUZ2 | SUZ2 |      |      |      | 3.º  | 86     | [ 8 ] |
| 2024  | Docomo Team Dandelion Racing | 10   | 1    | 4    | 5    | 1    | 4    | 3    | 3    | 8    |      |      |      | 3.º  | 86     | [ 8 ] |
| 2025* | Docomo Team Dandelion Racing | SUZ1 | SUZ1 | MOT  | MOT  | AUT  | FUJ1 | FUJ1 | SUG  | FUJ2 | FUJ2 | SUZ2 | SUZ2 | 4.º  | 74     | [ 9 ] |
| 2025* | Docomo Team Dandelion Racing | 10   | 1    | 1    | 2    | 6    | 5    | 9    | 10   |      |      |      |      | 4.º  | 74     | [ 9 ] |

- * Temporada en progreso.